# 冲赛康
冲赛康（藏語：ཁྲོམ་གཟིགས་ཁང་།，威利转写：khrom gzigs khang），位于西藏自治区拉萨市城关区八廓北街，是一座古建筑大院，现为“清政府驻藏大臣衙门旧址陈列馆”。

## 历史
藏语“冲赛康”意为“观街楼、集市”。冲赛康位于拉萨老城区大昭寺北侧。
清朝设立驻藏大臣之职后，“冲赛康”便成为第一任驻藏大臣僧格、玛喇的办事衙门及居所。“冲赛康”驻藏大臣衙门是清政府于雍正六年（1728年）在西藏设立的首座驻藏大臣衙门，为三层楼房的藏式院落，是驻藏大臣自西藏贵族手中购买。当时，除八廓街内有驻藏大臣衙门外，拉萨各处均有驻藏大臣衙门。其中“冲赛康”衙门是清政府在拉萨设立的第一个驻藏大臣衙门，也是现存最完好的驻藏大臣衙门。
乾隆十五年（1750年），郡王珠尔默特那木扎勒之乱发生，驻藏大臣傅清、拉布敦在“冲赛康”衙门被杀害，衙门也遭到焚毁。事平之后，乾隆帝随即下令在此处衙门遗址上兴建“双忠祠”，以祭祀傅清、拉布敦。18世纪末，福康安在驱逐入侵西藏的廓尔喀军队后，对“双忠祠”进行大规模修缮，并立石碑。
辛亥革命推翻清朝之后，“双忠祠”随之遭到废弃，先后被用作噶厦的交通局、警察局等办事机构。解放军入藏后，人民政府在该大院内兴建了若干民居，供翻身农奴居住。
1991年，冲赛康综合市场成立后，被人们俗称为“冲赛康”。而这座曾为驻藏大臣衙门的冲赛康大院，则被人们俗称为“夏院”。
2012年，拉萨市人民政府实施保护八廓街古建筑项目，修缮“冲赛康”。清政府驻藏大臣衙门旧址修缮工程在原来的“冲赛康”衙门的基础上进行了修复改造，成为“清政府驻藏大臣衙门旧址陈列馆”，于2013年7月1日竣工并对外开放。
2013年，“冲赛康”被列为第七批全国重点文物保护单位。
除了最早设在冲赛康之外，清政府驻藏大臣衙门还曾设在拉萨的其他地方。18世纪末，在鲁布柳林西侧新建了驻藏大臣衙门，拉萨市民称为“朵森格”。“朵森格”意为“石狮子”，位于大昭寺西南方，今西藏军区第二招待所之处，因为衙门前有一对石狮而得名。此外，驻藏大臣衙门还有“秀赤林卡”和“蔓珍”。“秀赤林卡”中的“秀赤”意为“宝座”，秀赤林卡位于今文化宫周围，据说此地原有七世达赖的宝座，故得名。“蔓珍”是贵族家房名，位于今西藏话剧团后面。

## 展览
冲赛康大门内廊道左右的墙壁上，曾经有三块刻着汉文、满文两种文字的石块，据说记载着清朝乾隆时期1750年，西藏郡王珠尔默特那木札勒反叛的情况。
如今进入清政府驻藏大臣衙门旧址陈列馆大门，右边可见“双忠祠”碑。陈列馆内的展览分为七个部分，采用大量多媒体技术，例如幻影成像、数码动画等等，再现当年的历史事件。
在2012年至2013年的修缮工程中，将清政府驻藏大臣办公处、住处及诗词书画进行了复原，还塑造了驻藏大臣的蜡像。许多参观者纷纷与蜡像合影。
- 大门
- 中院
- 东院
- 西院
- 二楼走廊